# Taiatari
Le taiatari est un mouvement appartenant au Kendo, signifiant littéralement frapper (ataru) avec le corps (tai). Il s'agit d'une collision destinée à briser la garde de l'adversaire.
Un taiatari correct est exécuté avec le shinai vertical et les poings devant le nombril ou au-dessus. La force provient des jambes qui propulse le corps en avant, plutôt que d'une poussée de l'adversaire par les bras. Reculer pour absoder un taiatari peut se révéler dangereux, suivant l'intention de l'adversaire.

## Sources
- (en) Cet article est partiellement ou en totalité issu de l’article de Wikipédia en anglais intitulé « Taiatari » (voir la liste des auteurs).